# Cynoglossus microlepis
Cynoglossus microlepis és un peix teleosti de la família dels cinoglòssids i de l'ordre dels pleuronectiformes que es troba des de les costes de Tailàndia fins a Vietnam, Borneo i Sumatra.